# Malörens kapell

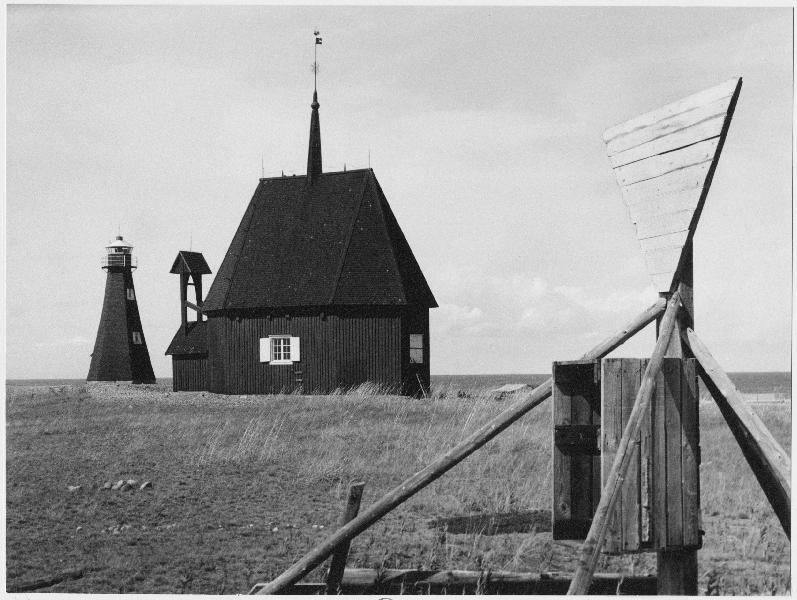
Malörens kapell år 1958.

Malörens kapell är ett kapell som tillhör Kalix församling i Luleå stift. Kapellet ligger på ön Malören i Kalix skärgård.

## Kapellet
Kapellet uppfördes 1769-1770 efter ritningar av arkitekt Gurlic Buct och på bekostnad av borgerskapet i Torneå stad. Kapellet fick vid invigningen namnet Prins Carls fiskekyrka. Byggnaden har en stomme av liggtimmer och består av ett åttkantigt avlångt långhus med öst-västlig orientering. I öster finns ett kor och i väster ett vidbyggt vapenhus med ingång.
Kapellet har ytterväggar klädda med rödmålad panel och täcks av ett högt, valmat sadeltak. Taket kröns med en spira vars vindflöjel visar årtalet 1769. Fram till 1851 fungerade kapellet som sjömärke längs inseglingsleden mot Torneå. Ovanpå vapenhuset vilar en takryttare med enkel klockställning.
Kyrkorummet har ett välvt innertak klätt med slät panel. Innerväggarna består av bara, omålade timmerstockar. Den öppna bänkinredningen består av omålade plankor.

## Fotografier

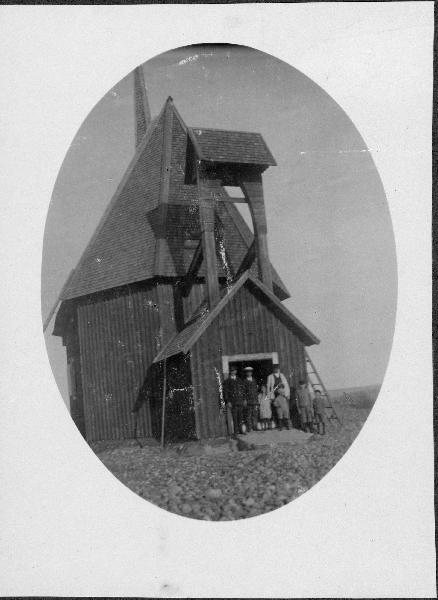
Människor vid ingången till Malörens kapell år 1923.
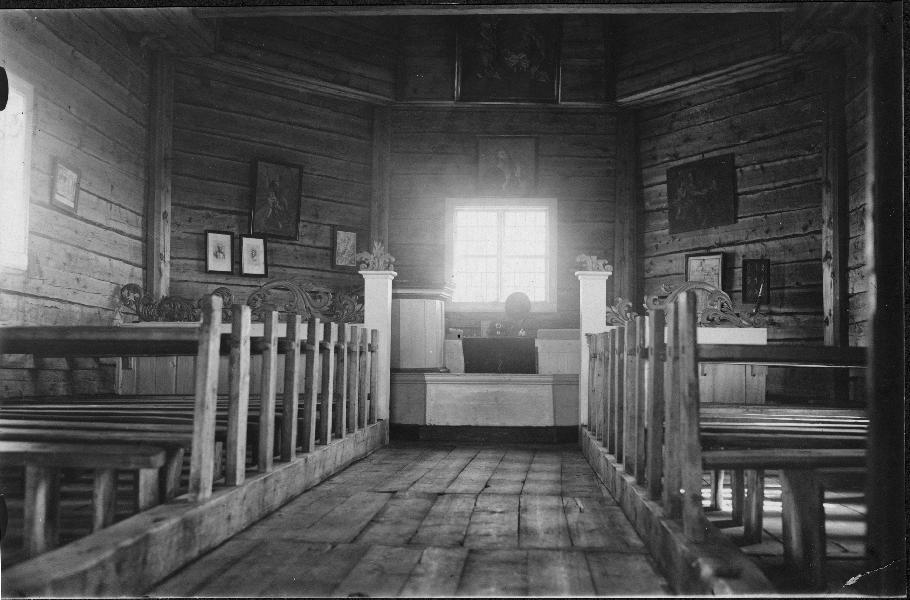
Malörens kapell. Interiör mot öster.
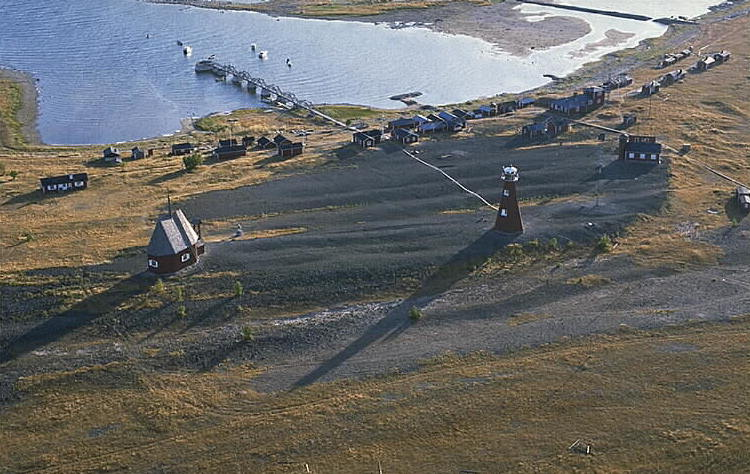
Malörens kapell från ovan år 1994.

## Inventarier
- Altartavlan är målad 1740 av Petter Bergström.
- Mellan långhus och kor hänger ett votivskepp som är modell av en lotsbåt.
- Innanför altarringen står en åttkantig predikstol.